# Pelle zieht aus (Film)
Pelle zieht aus (Originaltitel: Pelle flyttar till Komfusenbo) ist ein Kinderfilm von Johanna Hald nach dem gleichnamigen Buch von Astrid Lindgren.

## Handlung
Pelle ist wütend. Sein Vater findet seinen Füller nicht und verdächtigt Pelle, ihn genommen zu haben. Pelle hat diesen tatsächlich genommen, aber er hat ihn in die Manteltasche seines Vaters zurückgesteckt. Er fühlt sich ungerecht behandelt und beschließt auszuziehen. Er packt seine Sachen zusammen und will in das Häuschen im Garten ziehen. Auch Weihnachten möchte er dort verbringen. Doch schließlich kann ihn seine Mutter überzeugen, wieder nach Hause zu kommen.

## Hintergrund
Pelle zieht aus wurde 1990 erstmals im schwedischen Fernsehen ausgestrahlt.
In Deutschland wurde der Film innerhalb einer Reihe namens Svensk Film für Kinder erstausgestrahlt. 2007 wurde das Märchen mit drei weiteren Astrid Lindgren Verfilmungen von der Universum Film GmbH auf einer DVD unter dem Titel Astrid Lindgren Sammleredition veröffentlicht. Eine weitere DVD-Veröffentlichung gab es im September 2010, dieses Mal mit drei weiteren Astrid Lindgren Verfilmungen von der Universum Film GmbH auf einer DVD unter dem Titel Astrid Lindgren – Die schönsten Erzählungen.